# Pierre Fastinger
Pierre Fastinger, né le 7 novembre 1916 à Fontoy (Moselle) et mort le 10 juillet 1985 à Fontoy (Moselle), est un homme politique français.

## Détail des fonctions et des mandats
Mandats locaux
- 1947 - 16 février 1952 : Conseiller municipal de Fontoy
- 17 février 1952 - 1953 : Maire de Fontoy
- 1953 - 1959 : Maire de Fontoy
- 1959 - 1965 : Maire de Fontoy
- 17 avril 1955 - 1961 : Conseiller général du canton de Fontoy
- 4 juin 1961 - 1967 : Conseiller général du canton de Fontoy

Mandat parlementaire
- 10 mai 1960 - 1er octobre 1965 : Sénateur de la Moselle